# Horní Jelení
Horní Jelení là một thị trấn thuộc huyện Pardubice, vùng Pardubický, Cộng hòa Séc.